# Achimenes obscura
Achimenes obscura är en tvåhjärtbladig växtart som beskrevs av Conrad Vernon Morton. Achimenes obscura ingår i släktet Achimenes och familjen Gesneriaceae. Inga underarter finns listade i Catalogue of Life.